# 南郷茂光
南郷 茂光（なんごう しげみつ/もちてる、1838年8月19日（天保9年6月30日） - 1909年（明治42年）12月11日）は、幕末の加賀藩士。明治初期の海軍官僚（文官）、海軍軍人。最終階級は主計大監（大佐相当官）。別名：浅津 富之助（あさづ とみのすけ）。

## 経歴
加賀藩士・遠藤八左衛門の嫡男として生まれた。後に父が南郷家を継いで南郷九右衛門と改名したため、茂光も南郷姓を名乗った。江戸に上って、村田蔵六に兵学を、高島秋帆に砲術を、細川潤次郎に英語を学んだ。
慶応年間（1865年から1868年）、浅津富之助と名乗って加賀藩軍艦所に出仕し、蒸汽方棟取に任じられた。加賀藩軍艦所の職制は、トップである軍艦奉行の下に、軍艦棟取（艦長に相当）以下の兵科士官、蒸汽方棟取（機関長に相当）たる浅津（南郷）以下の機関科士官が並列する形であった。
1867年（慶応3年）に藩命によってイギリスに留学した。翌1868年（明治元年）の帰国後に明治政府に出仕して、大阪府外国事務局判事試補に任じられた。
1872年（明治5年）に兵部省に出仕後、そのまま海軍省に属した。当時、帝国海軍の職制は固まっておらず、南郷は軍人身分ではなく、文官身分のまま在籍して経理畑を歩むことになる。1884年（明治17年）に主計大監に任命され、総務局副長と海軍卿秘書官を兼務した。ところが、1886年（明治19年）に海軍省官制が公布され、海軍省の職員は武官をもって補し、原則として文官は置かれない事となり、兵科士官が優遇されることとなったため、将校相当官である南郷は督買部理事官へと事実上左遷され、海軍将官会議書記を経て1889年（明治22年）には休職を余儀なくされた。1898年（明治31年）6月に退役。
1890年（明治23年）に、元老院議官に任命され、翌年12月22日に貴族院議員に勅選される。平田東助とともに山縣有朋と連携して茶話会を結成してその指導者として活躍した。1909年（明治42年）、胃腸カタルの悪化により病没した。墓所は染井霊園。

## 栄典
位階
- 1890年（明治23年）6月19日 – 従四位[3]
- 1894年（明治27年）5月21日 - 正四位[4]
- 1909年（明治42年）12月21日 - 従三位

勲章等
- 1888年（明治21年）5月29日 - 勲五等双光旭日章[5]
- 1889年（明治22年）11月29日 - 大日本帝国憲法発布記念章[6]
- 1906年（明治39年）4月1日 - 旭日小綬章

## 親族
- 息子 南郷次郎（海軍少将）・南郷三郎（日本綿花社長）・九里四郎（洋画家）
- 孫 南郷茂章（海軍少佐）・南郷茂男（陸軍中佐）
- 弟 遠藤喜太郎（海軍少将）
- 妻・柳子の弟 嘉納治五郎[7]